# 大隈隆明
大隈 隆明（おおくま たかあき、1982年9月24日 - ）は、日本の元ラグビーユニオン選手。

## プロフィール
- 大阪府枚方市出身。
- ポジションはフォワード第三列のフランカー。
- 身長 170cm、体重 80kg
- ニックネームは「クマ」。

## 経歴
大阪府出身、枚方市立蹉跎中学校2年からラグビーを始める。
江の川高校（現・石見智翠館高校）、法政大学を経て、2005年、近鉄ライナーズに加入。高校3年の夏の全国高校ボクシング大会で、ミドル級2位になっている。
2004年度には法政大学で、2007年度には近鉄ライナーズで主将を務めた。
2017年、清水建設ブルーシャークスに加入。2020年、現役を引退し、ブルーシャークスの監督に就任した。
2023年、監督を退任し、FWコーチ兼任のプレイングコーチとして現役選手に復帰した。翌2024年、再び現役を引退した。